# ضيون عربي
الضَّيْوَن العربي أو ضيون غوردن (الاسم العلمي: Felis silvestris gordoni) هو نويع من الضيون الأوروبي يستوطن شبه الجزيرة العربية، وصفه أول مرة عالم الطيور جايمس ماريوس هاريسون سنة 1968. وسميت بذلك تكريمًا للرائد أس. سي. غوردن الذي جمع عينات من النويع في عُمان.

## الوصف
يشبه القط البري العربي بشكل كبير من القط المستأنس من ناحية الحجم والمظهر. حيث أن الفرو قصير وكثيف، ورمادي بني، رمادي  الرماد أو اصفر برتقالي، بعلامات داكنة  على الرأس وشريط داكن على الجسم واطرافه وبالقرب من طرف الذيل. وأجزائه السفلية بيضاء وهناك شعر أسود بين أقدامه وعلى باطن القدم.

## التوزيع الجغرافي والمسكن
يستوطن هذا القط في شمال سلطنة عمان وأجزاء من الإمارات العربية المتحدة. ومسكنه النموذجي في مناطق شبه صحراوية بين الصخور والأشجار المنخفضة حيث تقوم الذكور با الحفاظ على منطقة (حيوان) التي قد تبلغ عدة كيلو متر مربعة، والإناث بمناطق اصغر نوعاً ما.

## في علم البيئة
يعتبر القط البري العربي  حيوان ليلي، ويميل إلى العزلة ولديه عدة اوكار وشقوق الصخور، وفتحات الاشجار أو جحور الثعلب الفارغة، حيث يمكن أن يتراجع في أجزاء مختلفة من منطقته. ويتغذى على اليربوع، والجرد وغيرها من القوارض الصغيرة، والزواحف والحشرات الكبيرة، والحصول على معظم احتياجاته من السوائل من غذائه، والقط البري العربي شرس ورشيق، ويتم التكاثر في معظم اوقات السنة. ويلفت الذكر انتباه الأنثى بواسطة فيرومون (الفيرمون : تستعمل لنقل الإشارة من حيوان لآخر، وهي أكثر تخصصاً من الروائح. تهدف لجذب الحيونات لبعضها كلٌ حسب نوعه في موسم التزاوج، أو للتنبيه من خطر محدق أو للتوجيه لوجود غذاء) وتنتج الأنثى عندما يكون لديها قابلية جنسية. فترة الحمل حوالي 65 يوم وتضع الأنثى عادة ثلاثة أو أربعة  قطط. يكتسي جسد الصغار فرو مرقط في البداية ويفطم بعد شهرين أو ثلاثة أشهر، ولكن يمكثون أكثر مع أمهاتهم لعدة أشهر لتعليمهم مهارات الصيد والبقاء.

## المرتبة
نطاق القط البري العربي صغير وتعتبر واحدة من أكثر السلالات القطط البرية مهددة. تدهور موطنه بزداد بفعل الغايات الزراعية وإضطهادها من قبل البدو. ويواجه القط البري العربي أكبر تهديد يتمثل في تهجينها مع القطط الضالة المستأنسة، وقد يكون هناك عدد قليل من القطط البرية العربية المتبقية التي لم تتعرض للتهجين. نضع في الحسبان بأن البدء ببرنامج التربية في الأسر كان في عام 1986م في أبوظبي وأعيد إستيطان القطط الأخرى إلى كاليفورنيا وألمانيا، ومع تسجيل نسب الحيوانات البرية الدولية المرباة في الأسر وحفظها في حديقة حيوانات كولونيا .